# Manuel Rui
Manuel Rui Alves Monteiro, besser bekannt als Manuel Rui, (* 4. November 1941 in Nova Lisboa, Portugiesisch-Westafrika) ist ein angolanischer Dichter und Schriftsteller. Er gehört aufgrund seines schriftstellerischen Wirkens zu den wichtigsten Intellektuellen Angolas und als großer Vordenker der Angolanidade.

## Leben
Manuel Rui wurde am 4. November 1941 in Nova Lisboa, dem heutigen Huambo, in der damaligen portugiesischen Kolonie Angola geboren. Nach seiner Schulausbildung zog Rui nach Coimbra, um dort an der Universität Coimbra bis 1969 Jura zu studieren. Anschließend praktizierte er als Anwalt in Coimbra und Viseu.
In seiner Zeit in Coimbra politisierte sich Manuel Rui stark, unter anderem wohnte er im rein angolanischen Studierendenwohnheim Kimbo dos Sobas und lernte dabei Ruy Mingas und Gabriela Antunes kennen. Er veröffentlichte seine ersten Schriften in verschiedenen Zeitschriften, unter anderem in der Vértice. In seiner ersten Kurzgeschichtensammlung mit dem Titel Regresso Adiado (Verspätete Rückkehr), veröffentlicht 1973, beklagte Rui Manuel in fünf Kurzgeschichten die portugiesische politische und kulturelle Hegemonie. Im gleichen Jahr wurde er für kurze Zeit verhaftet, da ihm die Unterstützung der angolanischen Unabhängigkeitsbewegung MPLA vorgeworfen wurde.
Nach der Nelkenrevolution 1974 kehrte Rui Manuel zurück nach Angola, wo er im Januar 1975 zum Informationsminister der Übergangsregierung bestehend aus MPLA, FNLA und UNITA ernannt wurde. Nach der von der MPLA einseitig erklärten Unabhängigkeit im November 1975 ernannte ihn die MPLA zum Leiter der Abteilung für auswärtige Beziehungen der Partei. Im Jahr darauf wurde er zum Staatsanwalt am Revolutionären Volksgerichtshof ernannt. 1977 erhielt er den Posten des Leiters der Abteilung für Revolutionäre Ausrichtung, die nach der Auflösung des Informationsministeriums gegründet worden war.
In den späteren Jahren distanzierte sich Manuel Rui zunehmend von der MPLA und arbeitete als Anwalt wie als Schriftsteller. Ebenso arbeitete er an der Geisteswissenschaftlichen Fakultät der Universität Lubango (heutige Universidade Mandume ya Ndemufayo) sowie am Instituto Superior de Ciências da Educação in Huíla. Er gilt bis heute als eine der wichtigsten Intellektuellen des Landes.

## Wirken
Manuel Rui gilt als eine der bekanntesten Intellektuellen des unabhängigen Angolas. Insbesondere gilt er als Vordenker der Angolanidade (zu Deutsch etwa „Angolanität“) sowohl in politischer wie kultureller Hinsicht – ein Ansatz, der eine eigene angolanische, von Portugal unabhängige Identität schaffen sollte. In vielen seiner Werke begibt sich Manuel Rui auf die Suche, was es bedeute „angolanisch“ zu sein.
Kurz nach der Unabhängigkeit Angolas veröffentlichte Manuel Rui 1977 seine Kurzgeschichtensammlung Sim, Camarada! (Ja, Genosse!), in der er seine Euphorie ob der Unabhängigkeit und der sozialistischen Zukunft Angolas beschreibt. Neben seiner Prosa ist Manuel Rui auch für seine Lyrik bekannt, insbesondere für seine von 1976 bis 1980 jährliche erscheinende Gedichtsammlung 11 Poemas em Novembro (11 Gedichte im November), in denen er den Unabhängigkeitskampf Angolas würdigte. Die Gedichtsammlungen wurden vom Angolanischen Schriftstellerverband veröffentlicht, dessen Mitgründer Manuel Rui war.
Als bedeutendes Werk gilt ebenso sein Roman Quem me dera ser onda (Ich wünschte ich wäre eine Welle), veröffentlicht 1982, in der eine Familie der Mittelklasse in der angolanischen Hauptstadt Luanda beschreibt. Hauptthema des Romans ist die Scheinheiligkeit der angolanische Bürgerlichkeit, die lediglich vorgibt den revolutionären Idealen zu folgen.
Des Weiteren schuf Manuel Rui 1975 die Nationalhymne Angolas mit dem Titel Angola Avante!. Ebenso schrieb er Hymnen wie die Hino da Alfabetização (Hymne der Alfabetisierung) und die Hino da Agricultura (Hymne der Landwirtschaft) sowie die angolanische Version der Internationalen.

## Werke (Auswahl)
- Regresso Adiado (Verspätete Rückkehr), Kurzgeschichtensammlung, 1973
- Sim, Camarada! (Ja, Genosse!), Kurzgeschichtensammlung, 1977
- 11 Poemas em November (11 Gedichte im November), jährlich erscheinende Gedichtsammlung, 1976–1980
- Quem me dera ser onda (Ich wünschte ich wäre eine Welle), Roman, 1982
- Maninha: Cartas Optimistas e Sentimentais (Maninha: Optimistische und sentimale Briefe), Aufsatzsammlung, 2002
- Manequim e o Piano (Die Mannequin und das Piano), Roman, 2005
- Janela da Sónia (Sonias Fenster), Roman, 2008